# Piotr Kalita
Piotr Kalita – polski matematyk i informatyk, doktor habilitowany nauk matematycznych. Specjalizuje się w teorii inkluzji różniczkowych, teorii nieskończenie wymiarowych układów dynamicznych, mechanice płynów oraz metodach numerycznych. Profesor uczelniany w Katedrze Matematyki Obliczeniowej w Instytucie Informatyki i Matematyki Komputerowej na Wydziale Matematyki i Informatyki Uniwersytetu Jagiellońskiego. Od 2020 roku prodziekan Wydziału Matematyki i Informatyki Uniwersytetu Jagiellońskiego.

## Życiorys
Studia z informatyki ukończył na Uniwersytecie Jagiellońskim, gdzie następnie został zatrudniony i zdobywał kolejne awanse akademickie. Stopień doktorski uzyskał w 2005 na podstawie pracy pt. Algorytmy rozwiązywania problemów nieliniowych w dynamice tętnic, przygotowanej pod kierunkiem prof. Roberta Schaefera. Habilitował się w 2016 na podstawie oceny dorobku naukowego i rozprawy pt. Asymptotyka czasowa dla inkluzji subróżniczkowych i ich dyskretyzacji.
Swoje prace publikował w takich czasopismach jak m.in. „Journal of Mathematical Analysis and Applications”, „Biological Cybernetics” „SIAM Journal on Mathematical Analysis”, „Nonlinear Analysis: Theory, Methods & Applications", „Communications in Contemporary Mathematics" oraz „Archives of Computational Methods in Engineering”.